# Scheverlingenburg

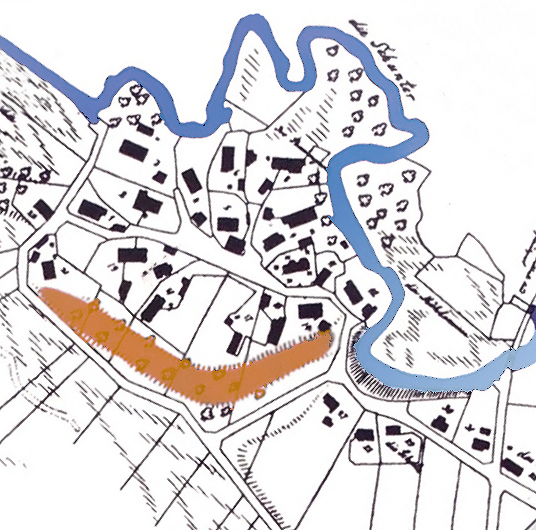
Plan von Walle mit dem Wall (braun eingefärbt) der Scheverlingenburg (1829), die Schunter (blau eingefärbt)

Die Scheverlingenburg in Walle im Landkreis Gifhorn ist eine als Wallburg in der vorrömischen Eisenzeit angelegte Befestigungsanlage. Die in strategisch günstiger Lage zwischen den Flüssen Oker und Schunter gelegene Anlage bestand in frühgeschichtlicher Zeit zunächst aus einem rund 400 Meter langen Wall, von dem heute nur noch ein etwa 50 Meter langer und bis zu 10 Meter hoher Abschnitt vorhanden ist. Während des Mittelalters gehörte der Wall zur 1091 erstmals urkundlich erwähnten Scheverlingenburg, von der sich keine Baulichkeiten erhalten haben.

## Lage und Beschreibung

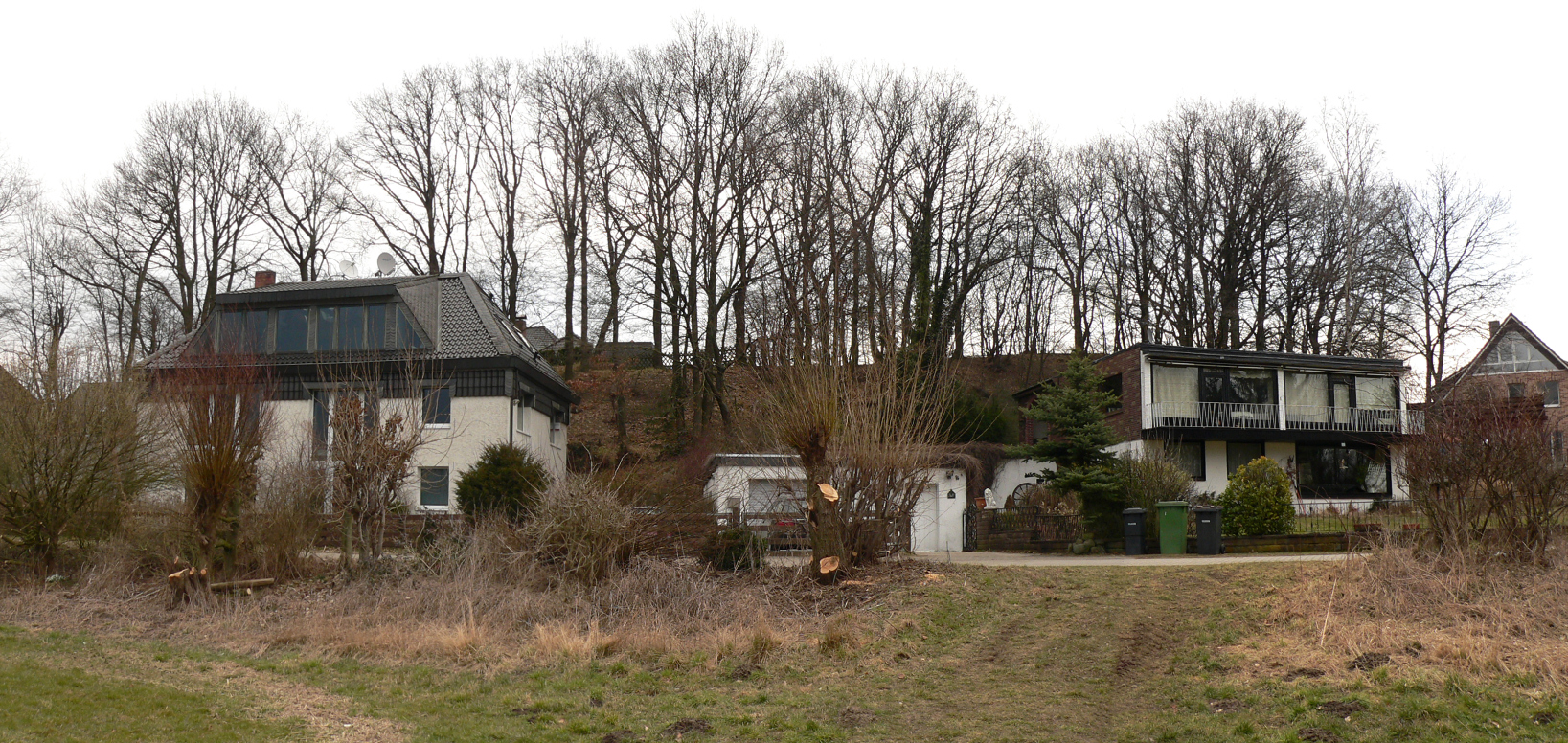
Blick von der Niederung der Oker auf den erhaltenen Wallrest der Scheverlingenburg hinter Wohnhäusern

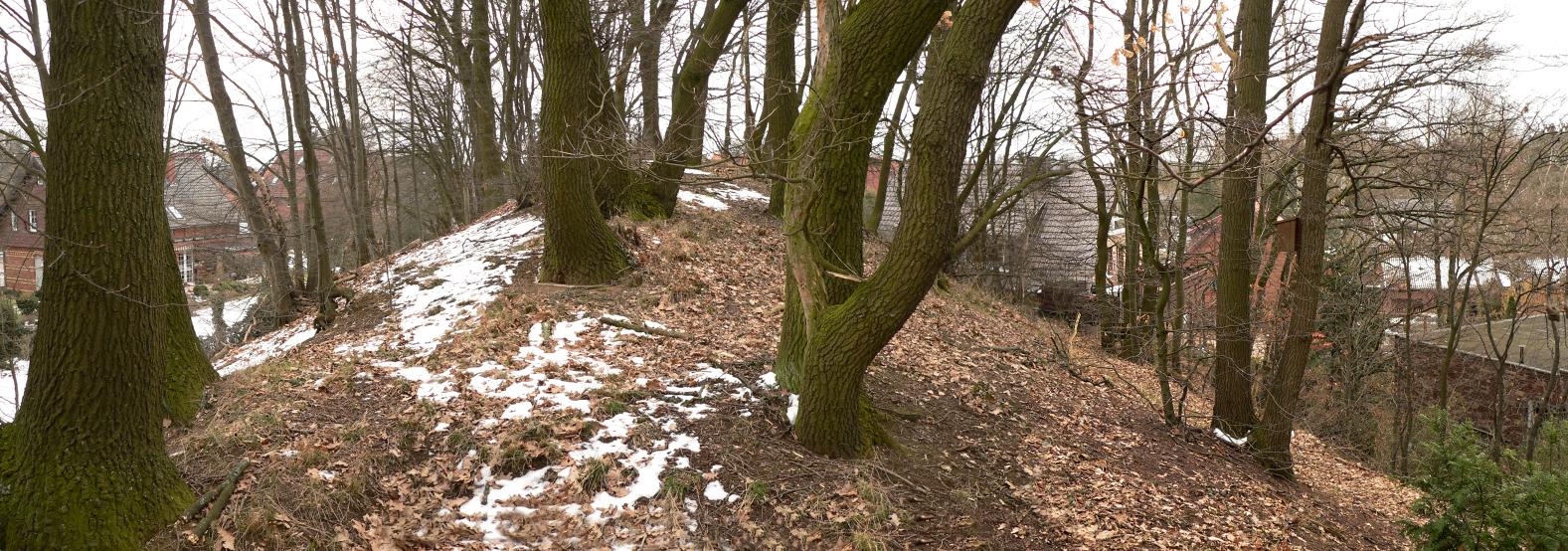
Wallkrone der Scheverlingenburg

Der Wallrest der Scheverlingenburg liegt im heutigen Altdorf von Walle. Der Ort hat eine erhöhte, inselartige Lage im Mündungswinkel zwischen den Flüssen Oker und Schunter mit ihren Auen. Dieses Plateau eignete sich für den Bau einer Befestigungsanlage. Sie entstand Ausgrabungsergebnissen zufolge während der vorrömischen Eisenzeit zwischen dem 7. und vom 5. Jahrhundert v. Chr. als halbkreisförmiger, etwa 400 Meter langer Wall. Er riegelte ein Gelände ab, das in einer Flussschleife der Schunter lag. Vom Wall hat sich ein etwa 50 Meter langer und bis zu 10 Meter hoher Abschnitt erhalten, der mit Bäumen bestanden ist. Er befindet sich heute auf Privatgrundstücken inmitten eines Wohngebietes und ist nicht zugänglich.

## Ausgrabung
Im Jahre 2001 führte die Kreisarchäologie Gifhorn am Fuß des Walls eine Notgrabung durch, als der Bau von Wohnhäusern bevorstand. Dabei wurde ein Graben entdeckt, der dem Wall außen vorgelagert war. Es handelte sich um einen früher drei Meter tiefen und zehn Meter breiten Spitzgraben. Hinter dem Graben im Innenbereich der Anlage wurden im Boden Pfostenreihen gefunden, die Teil der Wallkonstruktion waren. Weitere Fundstücke der Ausgrabung waren Teile von Gefäßkeramik. Diese ließ sich in die vorrömische Eisenzeit vom 5. bis 7.  Jahrhundert v. Chr. datieren und der Nienburger Gruppe zuordnen.

## Geschichte

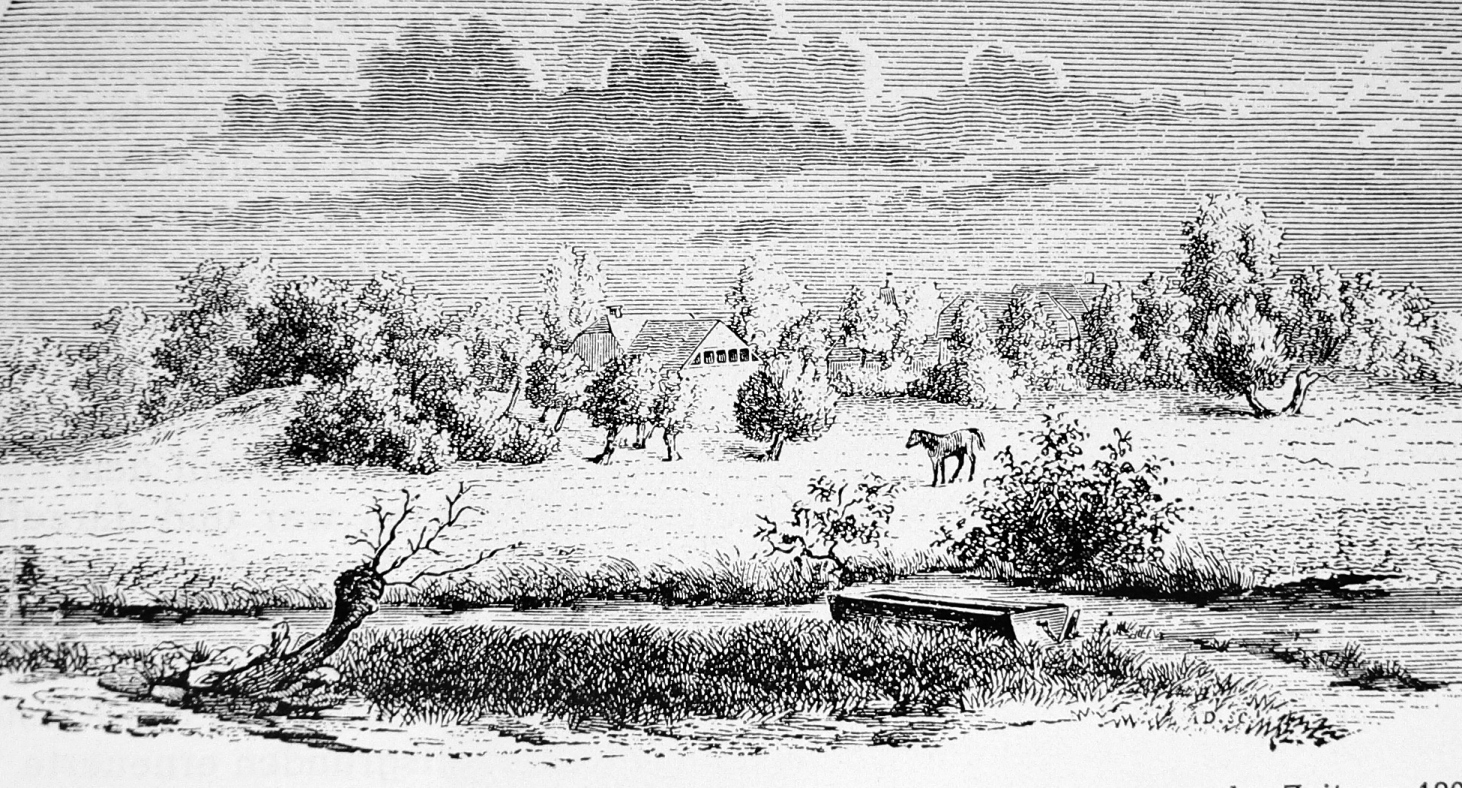
Wallreste der Scheverlingenburg um 1800, im Vordergrund vermutlich die Oker

Die ältesten Daten zur Geschichte der Scheverlingenburg sind nur durch spätere Chroniken bekannt. Laut diesen gehörte die Burg dem sächsischen Adelsgeschlecht der Brunonen.
Urkundlich erstmals erwähnt wurde die Scheverlingenburg im Jahre 1091, als die Markgräfin Gertrud die Jüngere von Braunschweig sie bezog. Sie suchte dort Unterschlupf, da die Burg Dankwarderode in Braunschweig vorübergehend an Kaiser Heinrich IV. verlorengegangen war. Die Scheverlingenburg kam durch ihre Tochter Richenza von Northeim, die Lothar von Süpplingenburg heiratete, schließlich im Erbgang an die Welfen. Von 1212 existiert eine von Otto IV. in der Keverlingenburg (Scheverlingenburg) ausgestellte Urkunde, in der der Kaiser mit seinem Hofstaat weilte. Laut einem Bericht wurde 1213 mit dem Bau einer Kirche auf dem Burggelände begonnen, die durch Otto IV. reichlich mit Kirchengütern (Dörfer, Waldungen, Gewässer, Mühlen und Leibeigene) ausgestattet worden war. 1249 wird für die Kirche ein Kirchenherr genannt. 1218 vermachte Otto IV. in seinem Testament die Burg und die Kirche mit ihren zugehörigen Kirchengütern dem Braunschweiger Stift St. Blasius. Bei der Amtsübernahme von Papst Gregor IX. 1227 ließ sich St. Blasien seinen Güterbesitz bestätigen. 1323 wird die Burg in einem Vergleich zur Wasser- und Fischnutzung der Scheverlingenburg genannt, den der Blasiusstift mit Balduin von Wenden schloss. Weitere urkundliche Erwähnungen der Anlagen sind aus den Jahren 1406, 1412 und 1422 überliefert. Später verlor sich der Name zunehmend. Statt des Burgnamens Scheverlingenburg etablierte sich für die sich dort gebildete Ansiedlung ein Begriff, wonach die Bevölkerung "im Walle" oder "auf dem Walle" lebte. Die dort lebenden Einwohner wurden vermutlich zu Beginn des 15. Jahrhunderts durch das Blasiusstift vom südlich der Burg gelegenen Dorf Honrode auf das Burgareal umgesiedelt. Nach 1539 wurde der Burggraben zugeschüttet.

### Schreibweisen

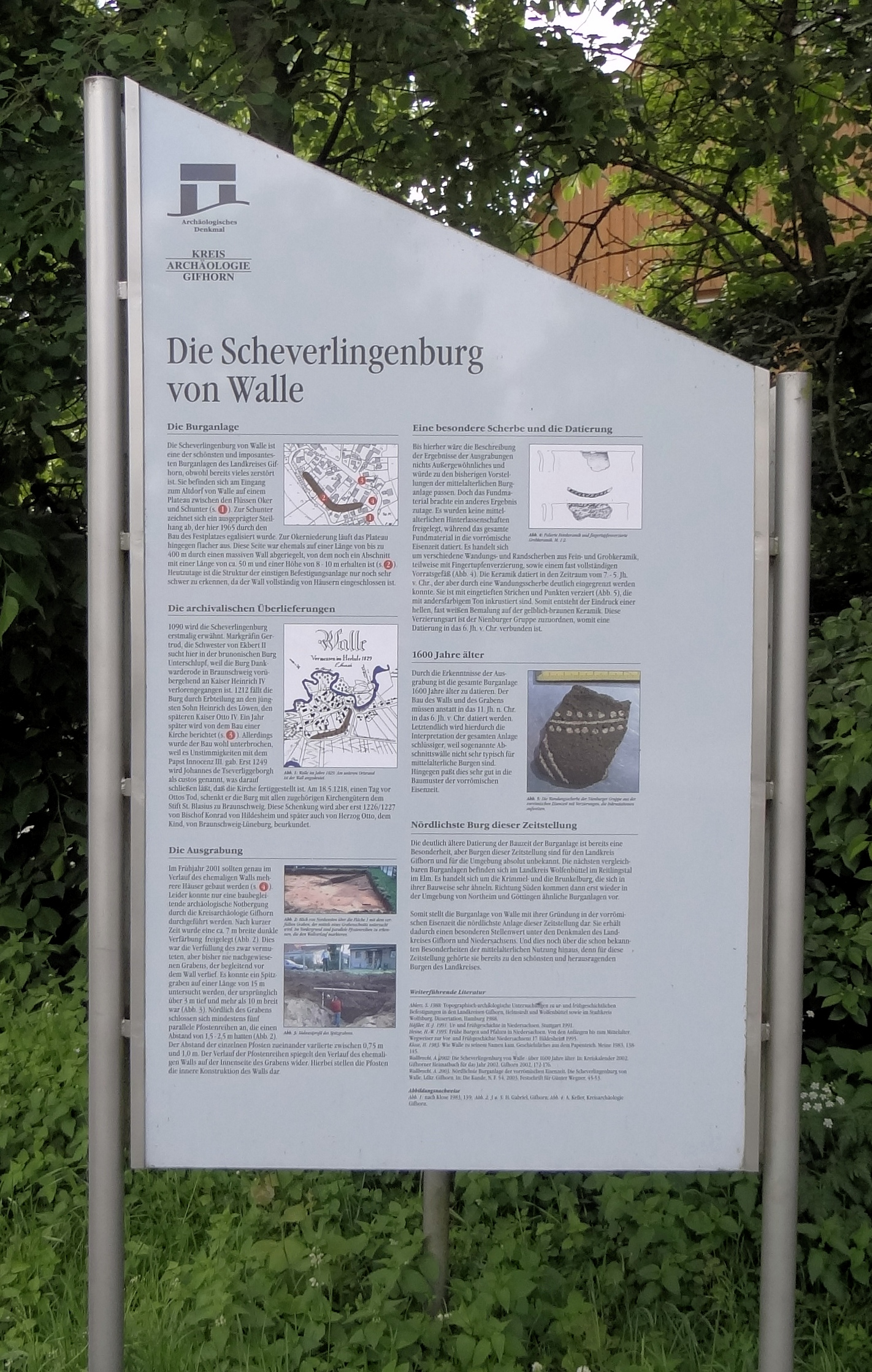
Informationstafel nahe dem Wall

In früheren Urkunden gab eine Reihe unterschiedlicher Schreibweisen der Burg:
- Ceverlingeborch 1213 in einer Urkunde Ottos IV.
- Scheverlingburch 1213 in einer Urkunde des Pfalzgrafen Heinrich V.
- Sceverlingeborch 1218 in einer Schenkungsurkunde Ottos IV. an das Stift St. Blasien
- Keuerlingenburg 1218 im Testament Ottos IV.
- Scheverlingeborg 1218 in einer Urkunde des Bischofs von Hildesheim
- Sceverlingeborg 1227 in einer Urkunde Otto des Kindes
- Jevelingeborg 1227 in einer Urkunde von Papst Gregor IX.
- Severlingeborch 1380 im Festtagsbuch des Stiftes St. Blasien
- Severlinborch 1492 in der Cronecken der Sassen, die Cord Bote oder Hermann Bote zugeschrieben wird.

Dedekind und Rund nennen (beginnend mit Ce-, Je-, Ke-, Sce-, Sche-, Schi-, Se-, Sze-, Tse-, Tze-, Ze-) 45 unterschiedliche Schreibweisen.

## Bewertung
Die in der vorrömischen Eisenzeit als Abschnittswall entstandene  Befestigungsanlage schützte ein erhöht liegendes Gelände in der Niederung zwischen zwei Flüssen in der Art einer Fliehburg. Ähnliche Anlagen dieser Zeitstellung sind die Reitlingsbefestigungen im Elm, wobei es sich bei der Scheverlingenburg um den nördlichsten Vertreter handelt. Ebenso wie im Elm setzte sich die Nutzung der Befestigung im Mittelalter fort. Da eine reiche urkundliche Überlieferung zur Scheverlingenburg besteht, ist von einer größer dimensionierten Burganlage auszugehen.  Baulichkeiten lassen sich heute nicht mehr lokalisieren. Es ist anzunehmen, dass die Burg im Laufe der Zeit ihre Bedeutung verlor und verfiel, so dass die Bevölkerung die Baumaterialien für ihre Zwecke verwendete.